# Когнитивная гибкость
Когнитивная гибкость (англ. cognitive flexibility) — умственная способность переключаться с одной мысли на другую, а также обдумывать несколько вещей одновременно. Общепринятого операционального определения этого понятия не существует, но исследователи сходятся в том, что когнитивная гибкость является компонентом исполнительной системы. Объектами исследований в этом направлении, в основном, становились дети школьного возраста, хотя индивидуальные различия проявляются на протяжении всей жизни. Мерами когнитивной гибкости являются персеверативная ошибка (в задачах «A-не-B»), тесты сортировки карточек (с изменением измерения, множественной классификацией и Висконсинский), тест Струпа.
Исследования с помощью функциональной магнитно-резонансной томографии показали, что в задачах на когнитивную гибкость активируются определённые области мозга: префронтальная кора, базальные ганглии, передняя поясная кора и задняя теменная кора. Исследования, включившие людей различных возрастов с определёнными поражениями, показали также, как происходит развитие и изменение когнитивной гибкости в мозговых структурах. Когнитивная гибкость влияет как на образовательную активность, так и на повседневную жизнь. Способность человека переключаться между стилями мышления и одновременно думать о нескольких вещах играет существенную роль в обучении.

## Определения
Когнитивная гибкость может рассматриваться с разных точек зрения. В исследованиях когнитивную гибкость можно обобщённо определить как перемену в мышлении, независимо от того, вызвана ли она специальным изменением правил или необходимостью в пересмотре прежних установок и мыслей в условиях новой ситуации. Более того, когнитивная гибкость предполагает одновременное обдумывание множества сторон явления, будь то два параметра некоего объекта или большое количество аспектов сложной ситуации. В той или иной мере синонимичными терминами являются: познавательная гибкость, умственная гибкость, смена психологической установки, когнитивное переключение, переключение задач, переключение внимания.
Чаще всего когнитивная гибкость описывает умственную способность адаптировать мышление или внимание в ответ на изменение целей и/или внешние стимулы. В особенности, исследователи описывают это понятие как способность переключать или изменять ход мыслей и внимание между различными задачами или операциями — обычно, в ответ на изменение правил или требований эксперимента. Например, в задаче сортировки карточек дети считаются обладающими когнитивной гибкостью, если они способны успешно поменять принцип сортировки (по цвету фигур на карточке, по форме фигур, по количеству фигур и т. п.).
В более широком смысле когнитивная гибкость описывается как способность человека адаптировать мышление при переходе от старой ситуации к новой, а также способность преодолевать привычные реакции и мысли в новых условиях. Таким образом, если определённый человек может преодолеть приобретённые прежде привычки или суждения (если того требует новая ситуация), то он считается обладающим когнитивной гибкостью. Наконец, к когнитивной гибкости относится способность совместно и одновременно рассматривать два аспекта предмета, идеи или ситуации. Например, согласно этому определению, дети считаются когнитивно-гибкими, если в задаче сортировки карточек они способны выбрать категорию и по цвету, и по форме (учесть два параметра одновременно). Аналогично этому, когнитивно-гибким человеком можно назвать того, кто обладает осведомлённостью и одновременным пониманием всех возможных опций и альтернатив в любой заданной ситуации.

### Способствующие факторы
Независимо от специфики определения, исследователи сходятся во мнении, что когнитивная гибкость — это компонент исполнительных функций, высокоуровневой когнитивной системы, способной в том числе управлять ходом мыслей человека. Исполнительные функции также включают в себя другие аспекты когнитивной способности: торможение, память, эмоциональную стабильность, планирование и организацию. Когнитивная гибкость в высокой мере связана с некоторыми из этих способностей, включая торможение, планирование и рабочую память. Таким образом, если человек способен подавить (затормозить) малозначимые параметры стимула, чтобы сфокусироваться на более важных параметрах (например, не обращать внимание на цвет объекта, а сконцентрироваться на его форме), то такой человек считается более когнитивно-гибким. В этом смысле он лучше проявляет себя в планировании, организации и применении отдельных стратегий памяти.
Исследователи утверждают, что когнитивная гибкость также является компонентом множественной классификации, что изначально было описано Жаном Пиаже. В задачах на множественную классификацию участники (в основном, дети, которые развивают или уже развили это умение) должны классифицировать объект по нескольким параметрам сразу — то есть показывая гибкость мышления. Чтобы быть когнитивно-гибкими, они должны преодолеть центрирование — склонность детей фокусироваться только на одном аспекте ситуации или объекта. Например, маленькие дети иногда могут обращать внимание лишь на один параметр объекта (цвет), и не способны учесть сразу два (цвет и форму). Таким образом, исследования предполагают, что если мышление человека центрировано, то он будет менее когнитивно-гибким.
Исследования также подсказывают, что когнитивная гибкость связана с другими когнитивными способностями, такими как подвижный интеллект, беглость чтения и понимание прочитанного. Подвижный интеллект, описываемый как способность решать задачи в новых условиях, включает способность подвижно мыслить; в свою очередь, человек с этой способностью с большей вероятностью становится когнитивно-гибким. Более того, то люди, обладающие когнитивной гибкостью, показали способность переключаться между и/или одновременно думать о звуке и смысле, что повышало беглость их чтения и усвоение прочитанного. Показано также, что когнитивная гибкость связана со способностью человека справляться с трудностями в различных ситуациях. Например, когда человек способен быстро менять ход своих мыслей от ситуации к ситуации, он меньше фокусируется на стрессогенных факторах внутри этих ситуаций.
Научные работы в этом направлении, в основном, посвящены изучению развития когнитивной гибкости у детей 3—5 лет. Однако было показано, что когнитивная гибкость является более широким понятием, и исследования могут касаться людей всех возрастов в различных ситуациях. Таким образом, исследования на основе различных по сложности задач дают основания полагать, что имеется некий континуум развития, который охватывает период с младенчества до взрослой жизни.

## Метрики и оценки
Для определения уровня когнитивной гибкости для различных возрастов существует множество оценок. Ниже приведено описание часто используемых тестов для оценки когнитивной гибкости в порядке повышения подходящего по развитию возраста.

### Задача «A-не-B»
В задаче «A-не-B» ребёнку показывают, что некий предмет (игрушка) спрятан в месте A (например, под коробкой) недалеко от ребёнка, после чего просят найти этот предмет — что ребёнок с лёгкостью делает. Так повторяется несколько раз, после чего предмет кладут не в место A, а в место B, которое также находится в пределах досягаемости ребёнка. Как правило, дети до 1 года продолжают искать предмет в месте A. Дети старше 1 года способны умственно переключиться на то, что предмет спрятан в месте B. Исследователи согласны, что данный тест позволяет эффективно определять степень когнитивной гибкости в младенческом возрасте.

### Изменение измерения
В тесте сортировки карточек с изменением измерения (англ. Dimensional Change Card Sorting Task, DCCS) детей сначала просят упорядочить карточки по некоторому измерению (например, по цвету), а затем просят изменить их стратегию и упорядочить карточки по другому измерению (например, по форме). Как правило, трёхлетние дети способны выполнить первую часть задачи, но не справляются со второй. Пятилетние дети, однако, уже способны изменить принцип сортировки и пройти тест полностью.

### Множественная классификация
В тесте сортировки карточек с множественной классификацией (англ. Multiple Classification Card Sorting Task) детей просят упорядочить карточки по двум измерениям (например, цвету и типу) одновременно — то есть выстроить карточки в таблицу 2×2 (например, найти на карточках жёлтые конфеты, жёлтых животных, синие конфеты и синих животных). Эта задача считается сложной: как показывают исследования, семилетние дети неспособны классифицировать карточки по двум критериям одновременно, концентрируясь только на одном измерении. В то же время одиннадцатилетние дети справляются с этим тестом. Это свидетельствует о том, что в период с 7 до 11 лет происходит усиление когнитивной гибкости.

### Висконсинский тест
Висконсинский тест сортировки карточек (Wisconsin Card Sorting Test) применяется для оценки способностей участников к абстрактному мышлению и изменению стратегий решения задачи в новых условиях. В этом тесте изображения на карточках различаются по цвету, количеству и форме. Участникам необходимо самостоятельно определить критерий упорядочения карточек, который время от времени меняется экспериментатором. Как правило, 9—11-летние дети уже хорошо справляются с этим тестом, показывая необходимый уровень когнитивной гибкости.

### Тест Струпа
В тесте Струпа на столе находятся карточки трёх типов. Карточки цвета закрашены в определённые цвета, которые участники должны назвать как можно быстрее. На карточках слов написаны (чёрными чернилами на белом фоне) названия цветов, которые, опять же, должны быть названы участниками очень быстро. Наконец, на карточках «цвет—слово» названия цветов написаны цветными чернилами, причём цвет чернил и надпись на карточке не совпадают (например, слово «Красный» может быть написано жёлтым цветом). Для последнего типа карточек от участников требуется назвать цвет чернил, не обращая внимания на слово. Базовой метрикой выступает общее время (в секундах), которое требуется участнику для устного ответа. Как правило, называние цвета слов занимает больше времени и содержит больше ошибок, когда цвет чернил не совпадает с надписью на карточке.